# Maccaffertium sinclairi
Maccaffertium sinclairi är en dagsländeart som först beskrevs av Lewis 1979.  Maccaffertium sinclairi ingår i släktet Maccaffertium och familjen forsdagsländor. Inga underarter finns listade i Catalogue of Life.